# Попов Дмитро Олегович
Дмитро Олегович Попов (нар. 28 серпня 1990, Вінниця, УРСР) — український футболіст, захисник вінницької «Ниви».

## Життєпис
Вихованець вінницької «Ниви-Світанка», у складі якого з 2004 по 2006 рік виступав у ДЮФЛУ. На початку 2007 року грав за столичну «Зміну-Оболонь».
Першим дорослим клубом у кар'єрі Дмитра стала «Нива-Світанок», у футболці якої він дебютував 28 вересня 2007 року в програному (0:1) виїзному поєдинку 10-о туру групи А Другої ліги проти київської «Оболоні-2». Попв вийшов на поле в стартовому складі та відіграв увесь матч. У команді відіграв півтора сезони, за цей час провів 24 поєдинки в Другій лізі. Потім грав на аматорському рівні. У 2010 році провів 4 поєдинки за «Радон» (Хмільник), а під час зимової перерви сезону 2010/11 років опинився в крижопольському «Кряж-Агро». Під час зимової перерви сезону 2011/12 років перейшов у вінницький «Держслужбовця-КФКС», який на початку наступного сезону перейменували у ФК «Вінниця». У складі городян виступав в аматорському чемпіонаті України.
Влітку 2016 року повернувся до «Ниви», після перерви дебютував за вінницьку команду 24 липня 2016 року в нічийному (2:2) домашньому поєдинку 1-о туру Другої ліги проти новокаховської «Енергії». Дмитро вийшов на поле на 68-й хвилині, замінивши Дмитра Загалевича. У футболці «Ниви» провів два сезони, за цей час у Другій лізі зіграв 45 матчів, ще 2 поєдинки провів у кубку України. У липні 2018 року залишив розташування клубу. Сезон 2018/19 років провів в аматорському колективі «Володимир» (Тиврів).
На початку липня 2019 року повернувся до «Ниви». У футболці вінницького клубу дебютував 27 липня 2019 року в програному (0:1) виїзному поєдинку 1-о туру групи А Другої ліги проти житомирського «Полісся». Попов вийшов на поле на 90-й хвилині, замінивши Артура Загорулька. Дебютним голом у професіональному футболі відзначився 21 вересня 2019 року на 74-й хвилині нічийного (2:2) домашнього поєдинку 11-о туру групи А Другої ліги проти чернівецької «Буковини». Дмитро вийшов на поле в стартовому складі та відіграв увесь матч.
20 липня 2021 року перейшов в словацький клуб «Вранов». 